# 謝惠連
謝惠連（407年—433年），陳郡陽夏（今河南太康）人，家在會稽（今浙江紹興）。南朝宋文學家。

## 生平
謝惠連是谢安幼弟謝鐵之曾孫，謝靈運之族弟，父謝方明歷任竟陵太守、丹陽尹、會稽太守等職。惠連“幼而聰敏，年十歲即能屬文”，“輕薄不為父方明所知”，深得謝靈運的賞識，謝靈運“見其新文，每曰：‘張華重生，不能易也’”。
“本州辟主簿，不就。”元嘉七年(430年)，方為司徒彭城王劉義康幕下的法曹參軍。
元嘉十年（433年）卒，年僅二十七。

## 軼事
《詩品》引《謝氏家錄》云：“康樂每對惠連輒得佳語。嘗在永嘉西堂，思詩竟日不就，寤寐間忽見惠連，即成‘池塘生春草’。故常云：‘此語有神助，非我語也。’”

## 著作
有集六卷，今已亡佚。明代以後有大量的輯本。嚴可均《全上古三代秦漢三國六朝文·全宋文》卷34輯錄其文有17篇，逯欽立《先秦漢魏晉南北朝詩·宋詩》卷四錄其詩33篇。

## 評價
李白云：“群季俊秀，皆為惠連。吾人詠歌，獨慚康樂。”